# Chen Lippin
Chen « Hen » Lippin, en hébreu : חן ליפין, né le 4 novembre 1965, à Bitan Aharon, en Israël, est un ancien joueur israélien de basket-ball. Il évolue durant sa carrière au poste d'arrière.

## Palmarès
- Coupe d'Israël 1985, 1986, 1987, 1989, 1990, 1991